# Graymalkin
Graymalkin ist eine Folkband aus Österreich. Musikalisch dominieren traditionelle alpenländische (österreichische) Elemente in Verbindung zu keltischen Stilelementen und modernen Strömungen. Die Texte (vorwiegend Andi Fasching) sind selten romantisierend oder idealisierend, sondern zumeist (sozial)kritisch mit einem starken Hang zu düsterer Ironie. Viele Lieder erscheinen dabei eher als Zustandsbeschreibung denn als Handlungsstränge.
Die Bedeutung des Namens wird nach Aussage der Bandmitglieder nahezu bei jeder Tournee neu definiert. Eine Verbindung zu Shakespeares Greymalkin/Graymalkin aus dem ersten Akt von Macbeth, bzw. zur Gouvernante/Hexe in John Masefields Roman Midnight Folk kann daher nicht klar nachgewiesen werden.

## Geschichte
Feste Bestandteile der Band sind nur Andreas Fasching und Oliver Podesser, beide sind seit der Gründung (1988) beständige Bandmitglieder. Ansonsten wechselt die Besetzung mehrmals, zum Teil auch die Anzahl der Bandmitglieder (4-6). 1992 wird Alexander Mai dauerhaft integriert. Herbert Auer, der ebenfalls 1992 zur Band stößt, wird 1994 von Martin Moro abgelöst. Vorübergehend ist auch Zeljko Hajsok als Schlagzeuger dabei. Sigi Ritter unterstützt die Einspielung von paniert am Schlagzeug und wird daraufhin zunehmend Bestandteil der Band.
Auf den Tonträgern wird die Band zum Teil durch Gastmusiker wie Kurt Bauer deishovida, Hans Theessink und Christoph Härtl unterstützt.

## Textbeispiele

### AusDonawitz
(Album: Samstag auf d nocht) Im Zentrum steht die Kritik am Umgang mit den Arbeitern nach Missmanagement in der (damals) verstaatlichten Stahlindustrie im obersteirischen Donawitz.
| Und de Zoihn', de 's' schreib, de san boid wida schwåz, schwåz von Ruaß und Schmier, wårm meine Händt, jå des Göd vom Årbeitsamt, des fiabt hoit net åb, håb mi an meine sauban Händt no net gwehnt. Manchmoi mecht i aufsteh' und schrein: "Do is wås vakehrt!" Doch des Redn, des håms ma nia glernt [...] | Und die Zahlen, die sie schreiben, die sind bald wieder schwarz, schwarz von Ruß und Schmieröl waren meine Hände, ja, das Geld von der Arbeitslosenunterstützung, das färbt eben nicht ab, ich habe mich an meine sauberen Hände noch nicht gewöhnt. Manchmal möchte ich aufstehen und rufen: "Da ist etwas verkehrt!" Aber das Sprechen, das hat man mir nie beigebracht [...] |

### AusVuastodt
(Album: paniert) Beschreibung der Armut/Haß/Gewalt-Spirale in typischen Vorstadtbezirken.
| Heisafrontn autrenzt – braune Fleckn aun de Wend Kinderzimma untan Kuchltisch – Schutz voa Watschnhend Sesslhaxnkäfig und in Vodan seine Bock Ma wird so schnöll erwoxn, irgendwo im zehntn Stock Obgschlogna Flaschnhois haßt des Gfü in deina Toschn Was neamt mit dir bered, wird am Wochenend zadroschen Daunn sitzt aum Jugendgricht, gaunz staat und gaunz vaheamt A Schodn war zum peckn und du host no nix glernt [...] | Häuserfronten, angetrenzt – braune Flecken an den Wänden Kinderzimmer unter dem Küchentisch – Schutz vor Ohrfeigen-Händen Käfig aus Sesselbeinen und des Vaters schwere Schuhe Man wird so schnell erwachsen, irgendwo im zehnten Stock Abgeschlagener Flaschenhals heißt das Gefühl in deiner Tasche Was niemand mit dir bespricht, wird am Wochenende kurz und klein geschlagen Dann sitzt du im Jugendgericht, ganz still und verzagt Der Schaden wäre zu bezahlen und du hast noch nichts (=keinen Beruf?) gelernt [...] |

## Diskografie
- 1991: Das Zeltfest (Extraplatte EX 137 091)
- 1991: Hanfstingler Sumpfmusi (Extraplatte  EX 114)
- 1993: Samstag auf’d Nocht (ECHO ZYX MUSIC 61037)
- 1996: Paniert (KDC Records 10104)